# Gewöhnlicher Dornfarn
Der Gewöhnliche Dornfarn (Dryopteris carthusiana, Syn.: Dryopteris spinulosa), auch Karthäuserfarn oder meist Dorniger Wurmfarn genannt, ist eine Pflanzenart aus der Gattung der Wurmfarne (Dryopteris) innerhalb der Familie der Wurmfarngewächse (Dryopteridaceae). Sie ist auf der Nordhalbkugel weit verbreitet.

## Beschreibung

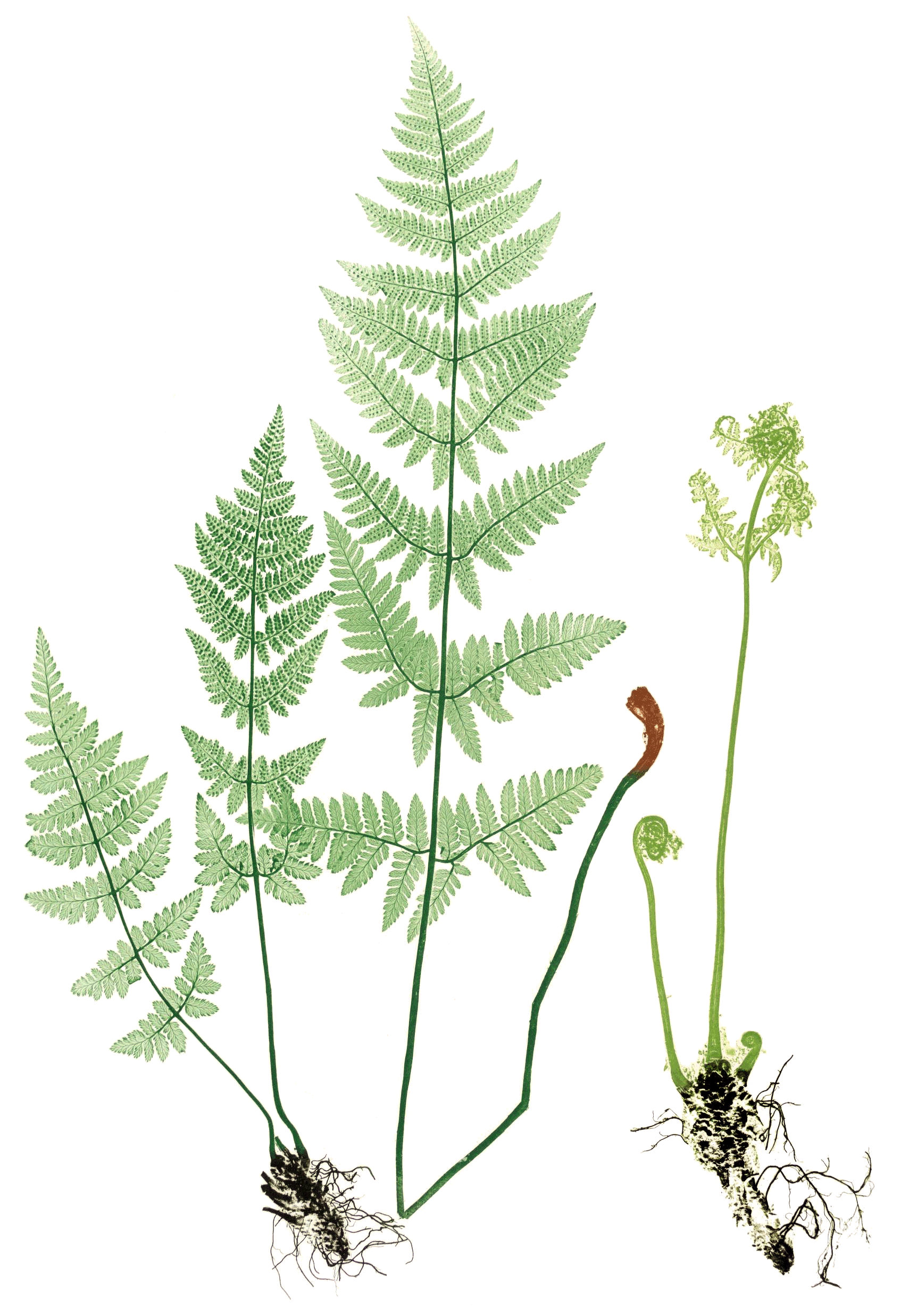
Illustration aus Thomas Moore: The ferns of Great Britain and Ireland., 1857

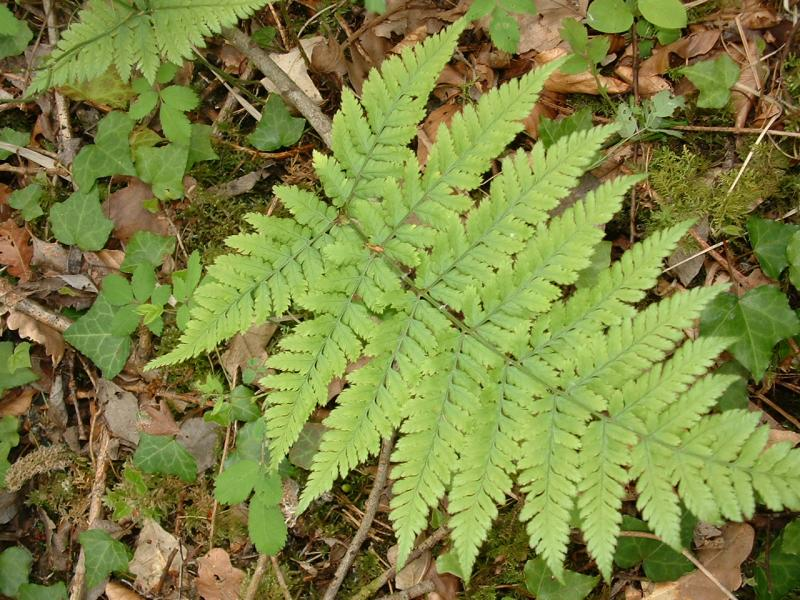
Wedel

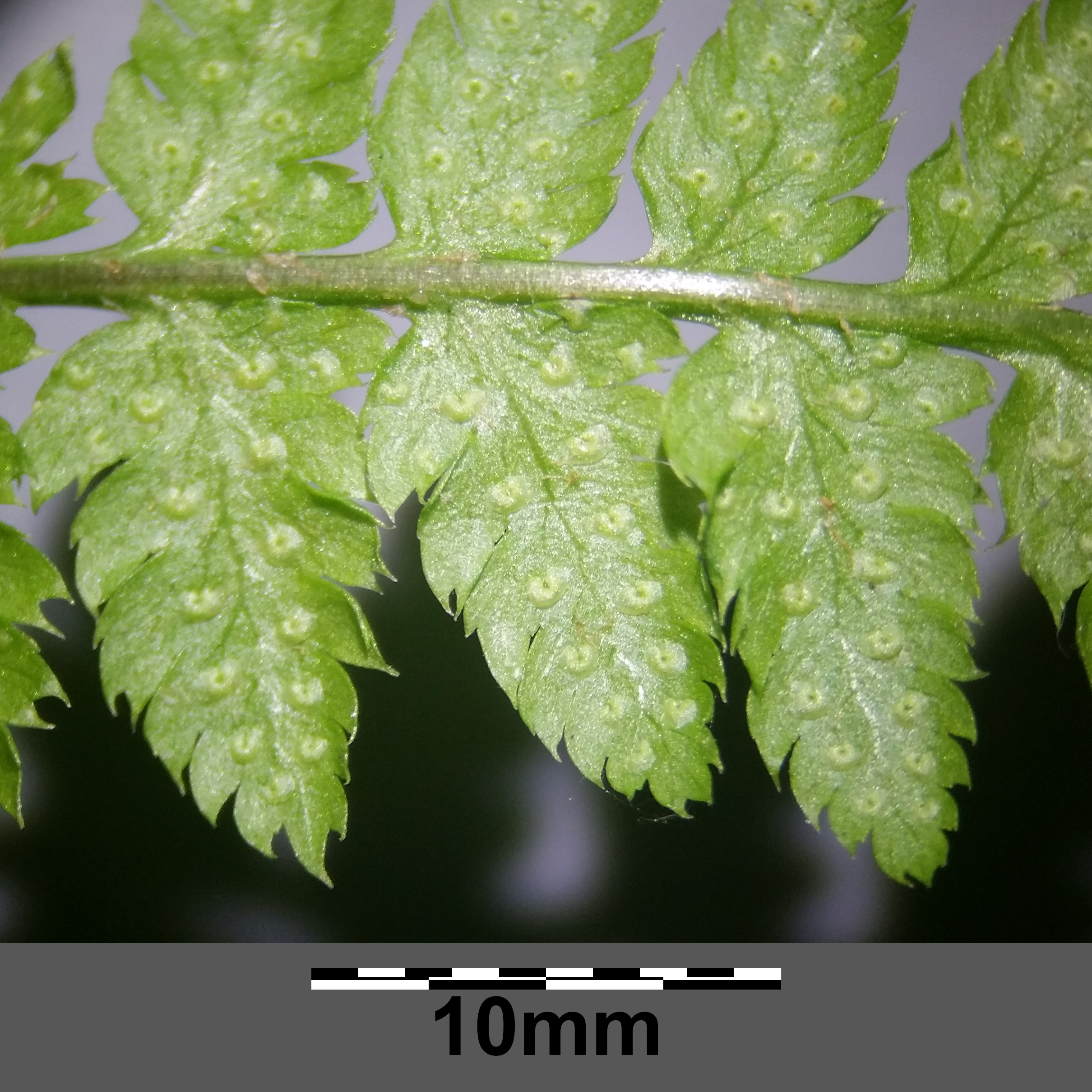
Wedelunterseite mit Sori

Der Gewöhnliche Dornfarn wächst als sommergrüne, ausdauernde krautige Pflanze. Die überhängenden Wedel sind in Rosetten angeordnet. Die Blattwedel sind in Blattstiel sowie -spreite gegliedert und weisen eine Länge von 15 bis 60 (bis  90) Zentimetern auf. Der Blattstiel ist etwa so lang wie die eiförmig-lanzettliche Spreite und mit hellbraunen Spreuschuppen besetzt. Die Blattspreite ist doppelt bis dreifach gefiedert und jung gelbgrün, später graugrün. Die Blattspreite hat auf jeder Seite 15 bis 25 Fiedern, die selber wieder gefiedert sind. Die untersten Fiedern haben auf jeder Seite 10 bis 15 Fiederchen. Die Fiederchen sind am Rand stachelspitzig gesägt. Die Sporenbehälter sitzen zweireihig auf der Unterseite der sporentragenden Wedel. Die untersten 1 bis 2 Fiederpaare sind gegenständig und etwas abgerückt; sie sind meist ohne Sori.

### Chromosomensatz
Die Chromosomenzahl des allotetraploiden Gewöhnlichen Dornfarn beträgt 2n = 164. Zwei seiner Genome stammen von Dryopteris intermedia, einer nordamerikanischen Art. Von welcher Art die beiden anderen Genome stammen, ist noch unbekannt. Sie entsprechen vermutlich den zwei noch unbekannten Genomen vom Kammfarn (Dryopteris cristata).

## Ähnliche Arten
Der Gewöhnliche Dornfarn ist dem Breitblättrigen Dornfarn recht ähnlich, besonders wenn die Wedel jung und noch ohne Sporenbehälter sind. Der beste Unterschied sind die Schuppen am Blattstiel; sie sind beim Gewöhnlichen Dornfarn nur hellbraun und haben keinen dunkelbraunen Mittelteil.

## Vorkommen
Sein Areal umfasst Europa und Nordamerika und reicht von West- sowie Nordasien bis zum Baikalsee. In Europa kommt er in fast allen Ländern vor und fehlt nur in Portugal, Island und Kosovo. Im europäischen Teil der Türkei ist die Ursprünglichkeit fraglich.
Der Gewöhnliche Dornfarn kommt in schattigen Wäldern, sowohl in Eichen- und Kiefernwäldern als auch in Erlenbrüchen und am Rand von Mooren vor. Er gedeiht am besten auf nährstoffarmen, sauren, sandigen Böden und wächst auch auf Baumstümpfen oder am Fuß von Baumstämmen, besonders im Erlenwald. Er gedeiht von der Ebene bis in die subalpine Höhenstufe. In den Allgäuer Alpen steigt er bis zu einer Höhenlage von etwa 1300 Metern auf. In den Alpen insgesamt steigt er bis 2660 Meter auf.
Die ökologischen Zeigerwerte nach Landolt et al. 2010 sind in der Schweiz: Feuchtezahl F = 3+w+ (feucht aber stark wechselnd), Lichtzahl L = 2 (schattig), Reaktionszahl R = 1 (stark sauer), Temperaturzahl T = 3 (montan), Nährstoffzahl N = 2 (nährstoffarm), Kontinentalitätszahl K = 3 (subozeanisch bis subkontinental).
Der Gewöhnliche Dornfarn wächst oft in Pflanzengesellschaften der Verbände Alnion, Alno-Ulmion, Quercion roboris, der Unterverbände Frangulo-Rubenion, Luzulo-Fagenion, aber auch epiphytisch.

## Taxonomie
Das Artepitheton carthusiana ist vom Fundort des Typusmaterial dem Gebiet der Grande Chartreuse bei Grenoble, dem Zentrum des Kartäuserordens, abgeleitet. Die Erstveröffentlichung erfolgte 1786 durch Dominique Villars als Polypodium carthusianum in Histoire des plantes du Dauphiné, Band 1, S. 292. Die Neukombination zu Dryopteris carthusiana (Vill.) H.P.Fuchs wurde 1959 durch Hans Peter Fuchs in Bulletin de la Société botanique de France, Band 105, S. 339 veröffentlicht. Synonyme für Dryopteris carthusiana (Vill.) H.P.Fuchs sind: Aspidium spinulosum (O.F.Müll.) Sw., Dryopteris spinulosa (O.F.Müll.) Kuntze, Polystichum spinulosum (O.F.Müll.) Lam. & DC., Thelypteris spinulosa (O.F.Müll.) Nieuwl.

## Weiterführende Literatur
- Kai Rünk, Martin Zobel, Kristjan Zobel: Biological Flora of the British Isles: Dryopteris carthusiana, D. dilatata and D. expansa. In: Journal of Ecology. Band 100, Nr. 4, Juli 2012, S. 1039, doi:10.1111/j.1365-2745.2012.01985.x (englisch).